# 리사 낸디

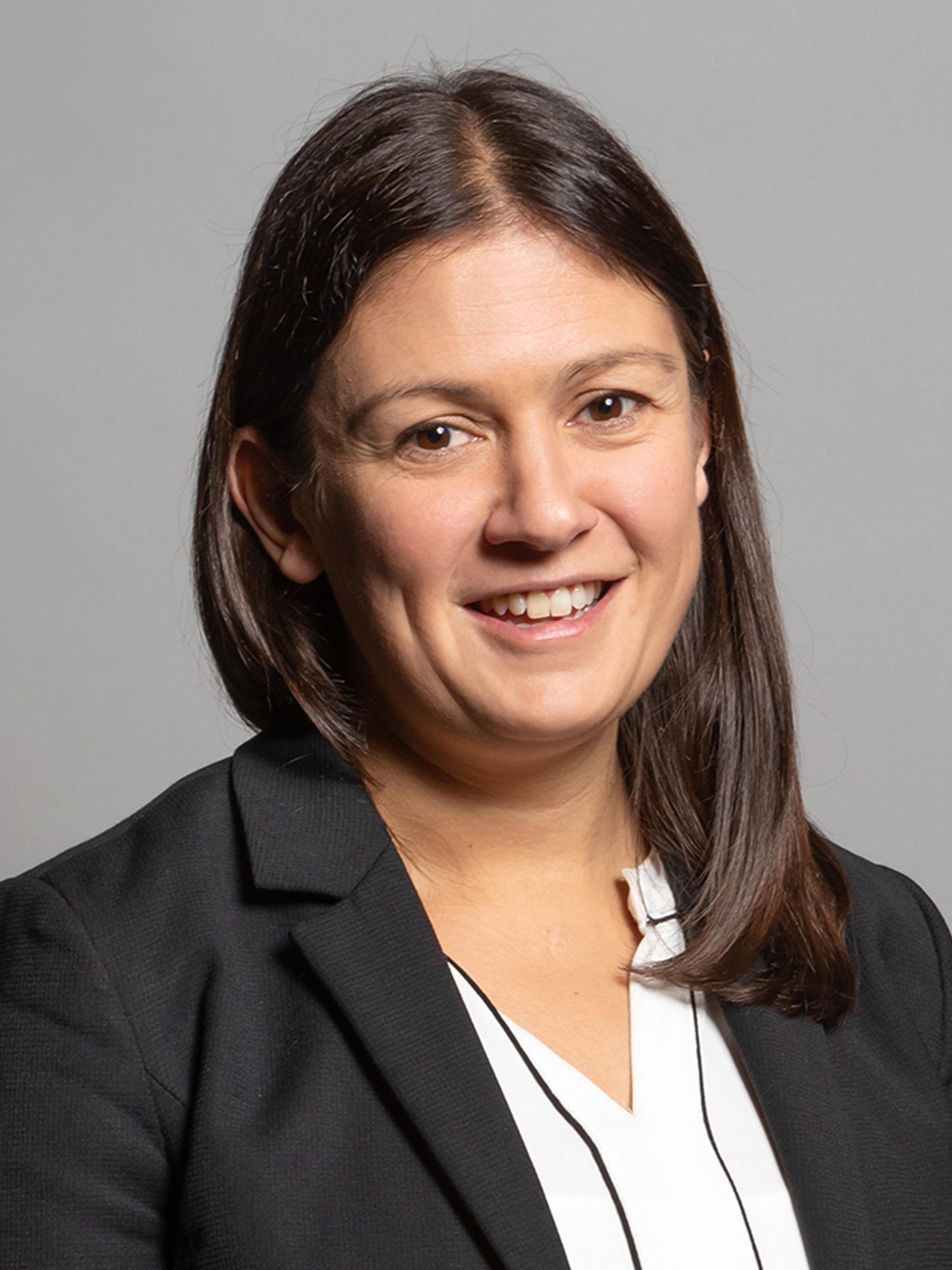
리사 낸디

리사 에바 낸디(영어: Lisa Eva Nandy, 1979년 8월 9일 ~ )는 영국의 정치인으로 2010년 이래 위건 선거구의 국회의원이다. 2010년부터 2012년까지 타사 조웰 의원의 개인비서였으며, 2012년부터 2015년까지 예비 자선장관을 지냈다. 2015년 예비 에너지부 장관으로 임명되었으나 이듬해 사퇴하였다.
2020년 1월 위건 포스트에 제러미 코빈 노동당 대표의 후임 대표로 출마할 의사를 표명한 편지를 보냈으며, "노동당을 집으로"라는 기치 아래 전통적인 텃밭을 되찾을 것을 약속했다.